# РА2
РА2 (Рельсовый Автобус, 2-й тип) — серия дизельного МВПС, производившегося заводом ОАО «Метровагонмаш» до 2015 года, дальнейшее развитие серии РА1. В отличие от РА1, используется в составе от двух до четырёх вагонов (исключение — модель 731.55 одновагонного исполнения).
Конструкционная скорость РА2 увеличена до 120 км/ч (при максимальной эксплуатационной скорости 100 км/ч). Как и РА1, классифицируется производителем как «рельсовый автобус».
РА2 создан для пассажирских перевозок на участках неэлектрифицированных железнодорожных путей с интенсивным пассажиропотоком, а также для пригородного и межрегионального сообщения. Представляет собой состав постоянного формирования.
Составы РА2 имеют трёхзначную нумерацию (начиная с 001), при этом каждый вагон состава имеет свой номер в пятизначном формате, где первые три цифры — номер состава, последние две — номер вагона: 01 и 02 — головные; 03 и так далее — промежуточные (например, РА2−02201 — головной вагон состава РА2-022).
Точное число составов не установлено; известно как минимум о 115 построенных. Последний состав получил номер 120, однако данные в открытых источниках не позволяют, например, подтвердить или опровергнуть существование РА2 с номерами с 096 по 100.
Семейство РА2 представлено четырьмя моделями.

## Модели

### РА2 модель 750.05

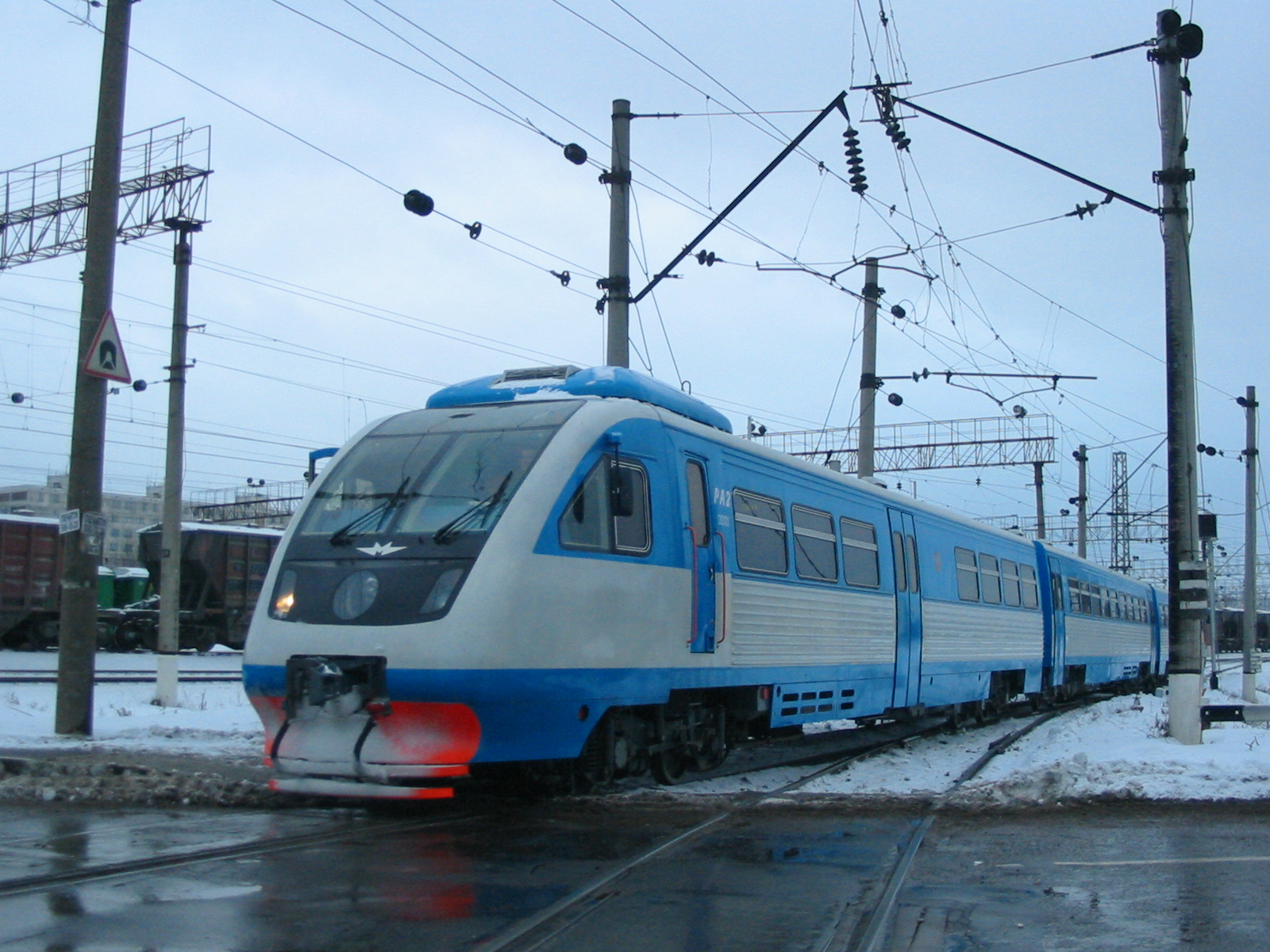
Первый дизель-поезд РА2-001 модели 750.05 с гофрированными бортами и промежуточным моторным вагоном

Эта модель открывает историю РА2. Первый образец модели 750.05 (РА2-001, он же первый образец РА2 вообще) был построен в 2005 году в составности из трёх вагонов: двух головных моторных и одного промежуточного моторного (ГМ+ПМ+ГМ). Его не следует путать с другим, двухвагонным составом несколько иного исполнения, построенным в 2014 году для Улан-Баторской городской железной дороги, и также обозначенным как РА2-001. После проведения испытаний на экспериментальном кольце с промежуточного вагона был снят двигатель; в такой составности (ГМ+ПБ+ГМ) машина поступила в эксплуатацию. Далее промежуточные вагоны РА2 выпускались только безмоторными (ПБ, модель вагона 750.050000.400).
Основная составность — два головных моторных вагона и один прицепной безмоторный (ГМ+ПБ+ГМ). Также допускаются составности ГМ+ГМ и ГМ+ПБ+ПБ+ГМ. Система управления обеспечивает совместную эксплуатацию двух трёхвагонных составов. Кузов рельсового автобуса цельнометаллический, выполненный из нержавеющей стали, с теплоизоляцией. Тамбуры оборудованы дверями прислонно-сдвижного типа с индивидуальным управлением (от кнопок). Выдвижная подножка обеспечивает возможность посадки пассажиров с низких платформ. В головных вагонах имеется по одному выходу посередине. В прицепных вагонах имеется по два выхода по краям вагона. Для перехода пассажиров из вагона в вагон на торцевых стенах вагона установлены межвагонные переходы и двери.
Кузов опирается на две двухосные тележки; одна из тележек вагона ГМ является моторной. Для повышения плавности хода центральное подвешивание выполнено пневматическим. Между вагонами установлены беззазорные сцепные устройства, на лобовых частях головных вагонов — автосцепки СА-3.
На головных вагонах рельсового автобуса устанавливается силовой модуль PowerPack MTU (Германия), состоящий из дизельного двигателя MTU, гидропередачи Voith с гидрозамедлителем и смонтированных с ними в едином модуле генератора, воздушного компрессора, системы охлаждения, глушителя. Силовой модуль и обслуживающие системы смонтированы под полом вагона.
В салоне и тамбурах применены люминесцентные светильники. На головных вагонах установлены туалеты замкнутого типа.
Внешне модель 750.05 отличается от более поздних вариантов наличием гофр на бортах вагонов и конструкцией межвагонных переходов, напоминающей конструкцию переходов электропоездов ЭР. Всего в 2005—2007 годах было построено около 30 составов этой модели.

### РА2 модель 731.55

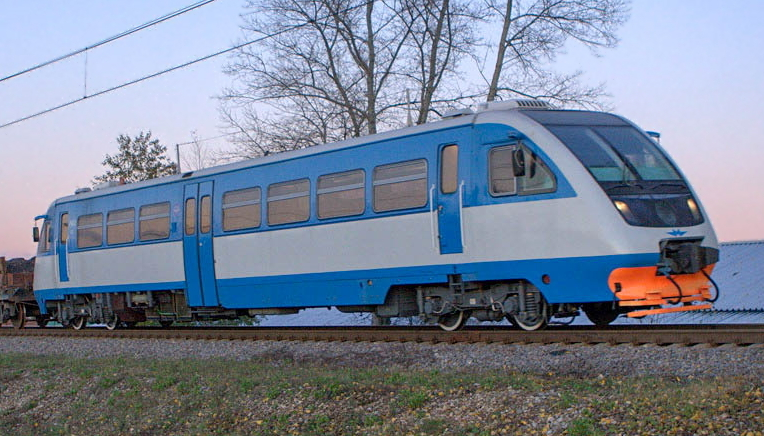
Опытная автомотриса РА2-0001 модели 731.55

Как и в случае с РА1, при разработке РА2 были предприняты попытки применить отечественные двигатели. В результате был спроектирован одновагонный РА2 модели 731.55. На машине применён дизельный двигатель М721-01 (6ЧН18/20) мощностью 350 кВт производства ОАО «Звезда». Кабины управления идентичны кабинам на модели 750.05. Машина оснащена автосцепками СА-3.
Опытный образец этой модели был построен в 2005 году, почти одновременно с вышеупомянутым РА2-001. По заводской линейке номеров первоначально проходил как РА2-002, однако на испытания на экспериментальное кольцо поступил с маркировкой РА2-0001 (то есть такой же, как предыдущий РА2-001, но с четырёхзначным написанием).
В серию не пошёл и остался в единственном экземпляре.
Перед прибытием на испытания с одного борта вагона по непонятным причинам исчезла последняя цифра номера (то есть осталось «РА2-000»), что внесло путаницу и породило несколько версий о настоящем номере этой машины (000, 0001, 002, 0002).

### РА2 модель 750.05-30

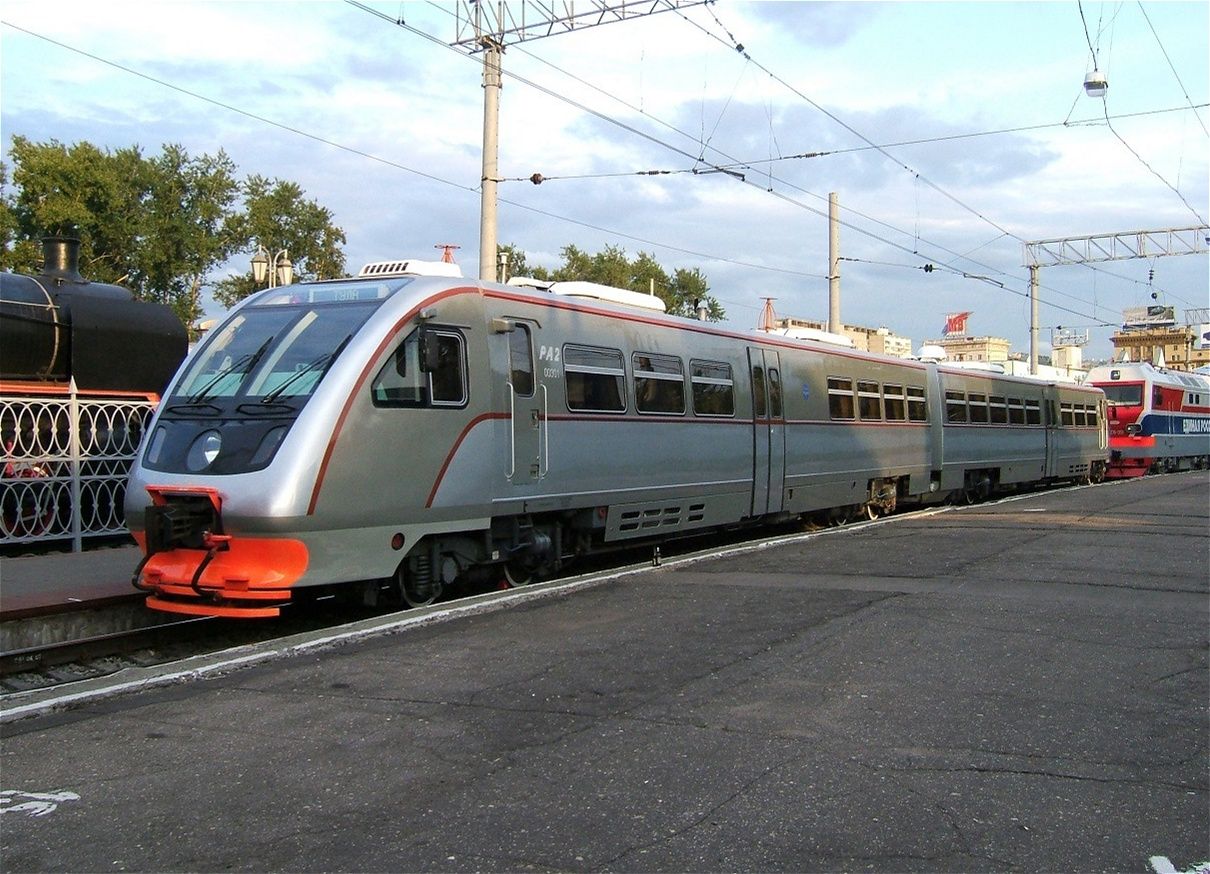
Служебный дизель-поезд РА2-003 модели 750.05-30

Данная модель представляет собой вариант модели 750.05 для служебного использования (в основном, высокопоставленными лицами ОАО «РЖД») на расстояния до 800 км.
Первый образец такого состава (РА2-003) был построен в 2006 году. По некоторым данным, он предназначался для служебных поездок главы РЖД. Специфика назначения этой модели определила следующие четыре отличия от базовой модели (750.05).
Первое касается компоновки состава. Ввиду того, что большого числа вагонов для служебного поезда не требуется, состав формируется только в композиции ГМ+ГМ. При этом один вагон является вагоном первого класса, другой — вагоном для совещаний.
Второе отличие касается внутрисалонного оборудования. В вагонах установлена система кондиционирования воздуха в салоне, усовершенствована система вентиляции салона. Применена радиостанция нового поколения и усовершенствованная система безопасности, введены переносные радиостанции УКВ-диапазона и стандарта TETRA. Состав оснащён дополнительным дизель-генератором для питания бортового электрооборудования. Имеется система спутникового телевидения, спутниковой связи, беспроводной внутренней связи; оборудование для хранения и разогрева пищи и приготовления напитков. В вагоне первого класса предусмотрены: салон первого класса, тамбур, большой коридор, санитарный блок, купе-кабинет и служебное отделение. В вагоне для совещаний предусмотрены: салон для совещаний, санитарный блок, малый коридор, тамбур, салон второго класса.
Третье отличие состоит в том, что, в связи с отсутствием прицепных вагонов, мощность обоих двигателей снижена до 315 кВт (как на РА1); при этом запас хода по топливу (четвёртое отличие) увеличился до 800 км (против 500 км для модели 750.05).
Кроме этого, ещё два отличия касаются конструкции корпусов вагонов: борта выполнены гладкими (без гофр), применены герметичные межвагонные переходы немецкой фирмы Hubner.
Примечание: на сайтах производителей (ЗАО «Трансмашхолдинг», ОАО «Метровагонмаш») при обозначении моделей 750.05-20 и 750.05-30 использован дефис; в ряде других источников вместо дефиса ставится точка, то есть 750.05.20 и 750.05.30.

### РА2 модель 750.05-20
Модернизированный вариант модели 750.05. Как и модель 750.05-30, выполняется с гладкими бортами и межвагонными переходами Hubner. Имеются некоторые отличия в оформлении пассажирского салона (например, в составах, поставленных в Литву).
Первый экземпляр (РА2-005) был выпущен в 2006 году, в сентябре 2007 года экспонировался на выставке «Экспо 1520», затем поставлен на Украину (приписка РПЧ-8 «Фастов»). Затем начались поставки для отечественных потребителей. Последний экземпляр поступил в 2015 году в депо «Волгоград» Приволжской железной дороги. На этом выпуск поездов данного семейства был прекращён.
Четыре состава (РА2-033, −034, −037, −039) постройки 2008 года были поставлены на экспорт в Литву в ливрее Литовских железных дорог (LG).

## Эксплуатация
По состоянию на конец 2018 года поезда серии РА2 используются, как правило, в пригородном сообщении на железных дорогах России, Украины и Монголии (в последнем случае — как городской транспорт). В ноябре 2018 года в режиме городского транспорта началась эксплуатация РА2 в Белгороде (между станциями Белгород и Разъезд 134-й км). С января 2021 года запущен туристический маршрут выходного дня от Москвы до Переславля-Залесского, поезд приписан к депо Брянск-1.

## Интересный факт
- 23 декабря 2019 года президент России В. В. Путин открыл движение по железнодорожной части Крымского моста, проехав по нему в кабине машиниста РА2[16].

## Сохранённые дизель-поезда
В 2015 году один из головных вагонов рельсового автобуса РА2-001 (опытного образца, открывшего серию 750) установлен в качестве технического класса в моторвагонном депо ТЧ-4 Ростов-Главный.
В апреле 2024 года опытная автомотриса РА2-0001 (модель 731.55) была размещена в Нижегородском железнодорожном музее.

## Галерея

Общий вид
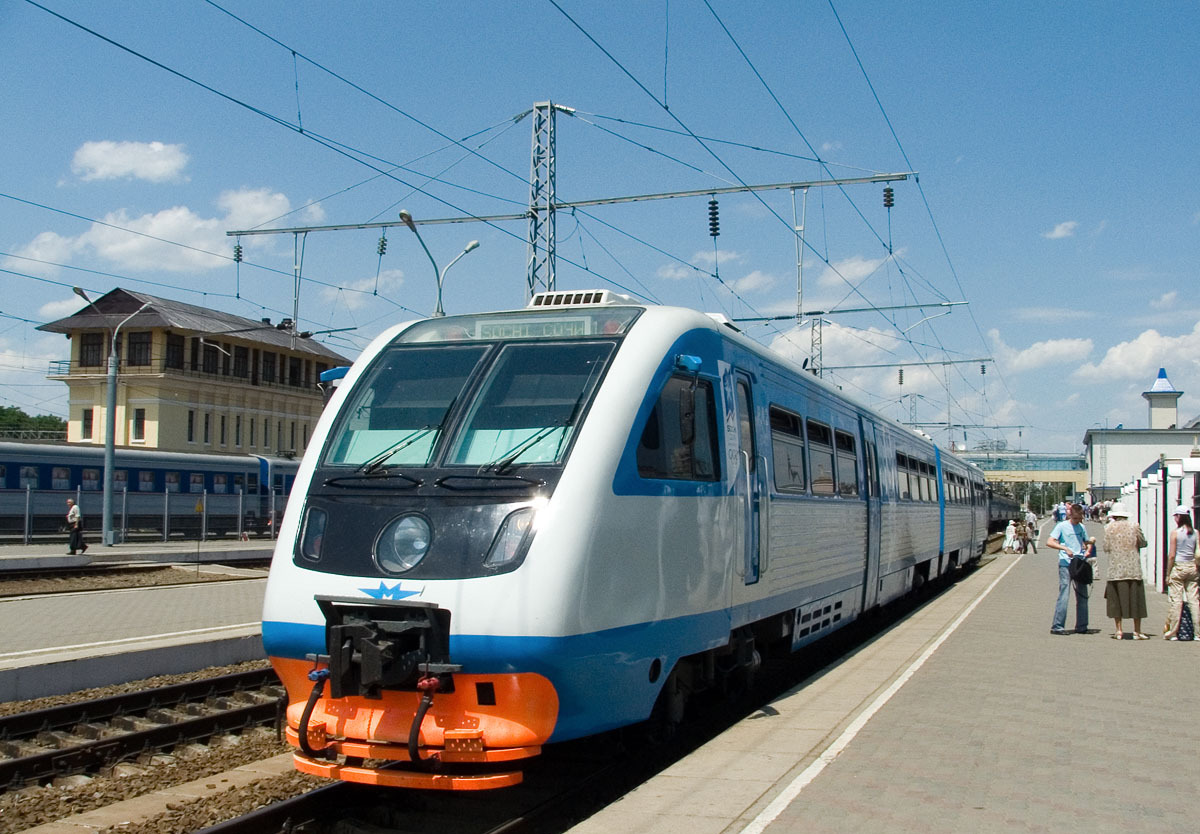
РА2-014 (модель 750.05) с гофрированным боком
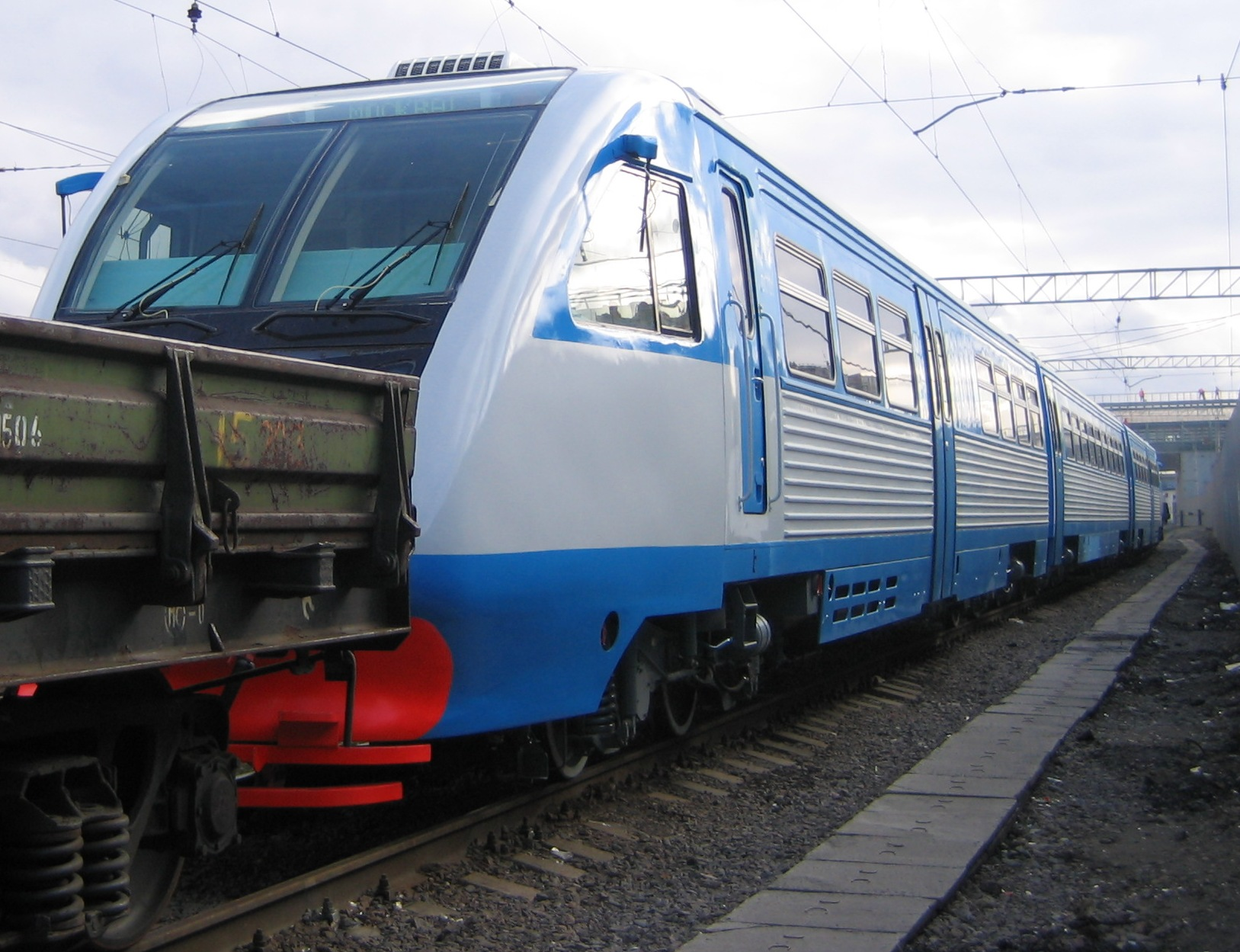
Несамоходная транспортировка РА2 с завода-изготовителя
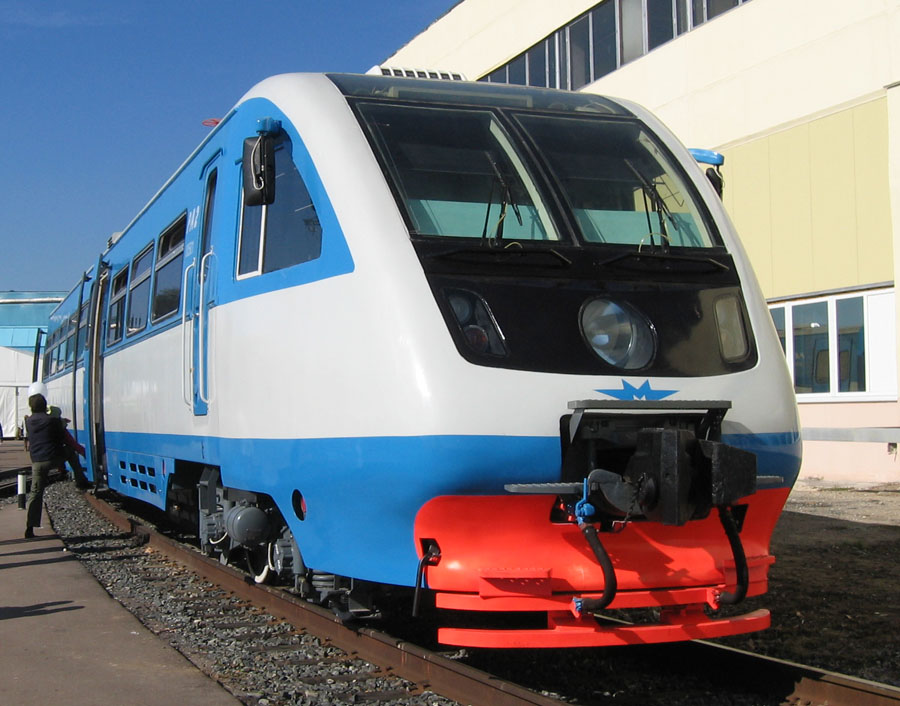
РА2 (модель 750.05-20), вид спереди
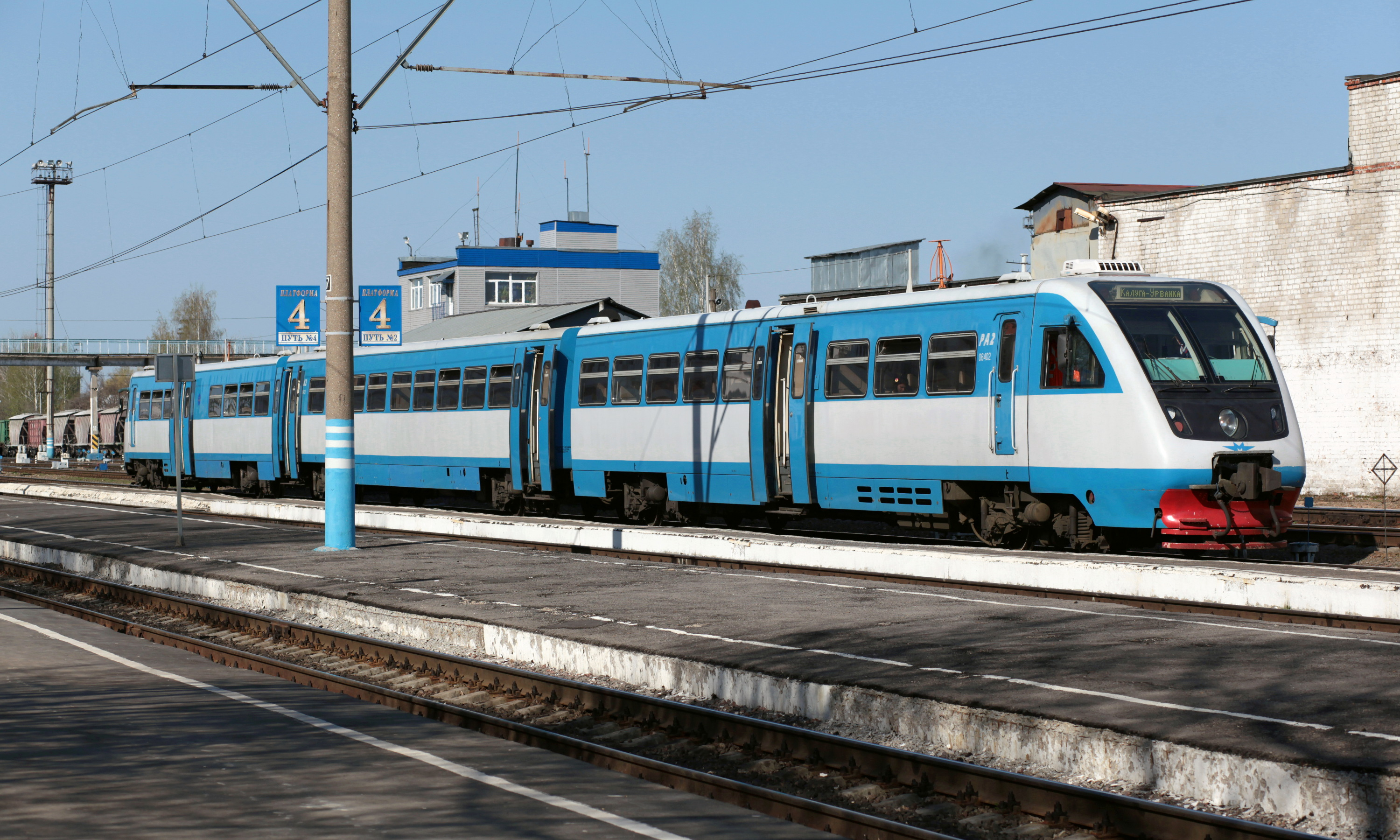
РА2-064 (750.05-20) на станции Калуга-1
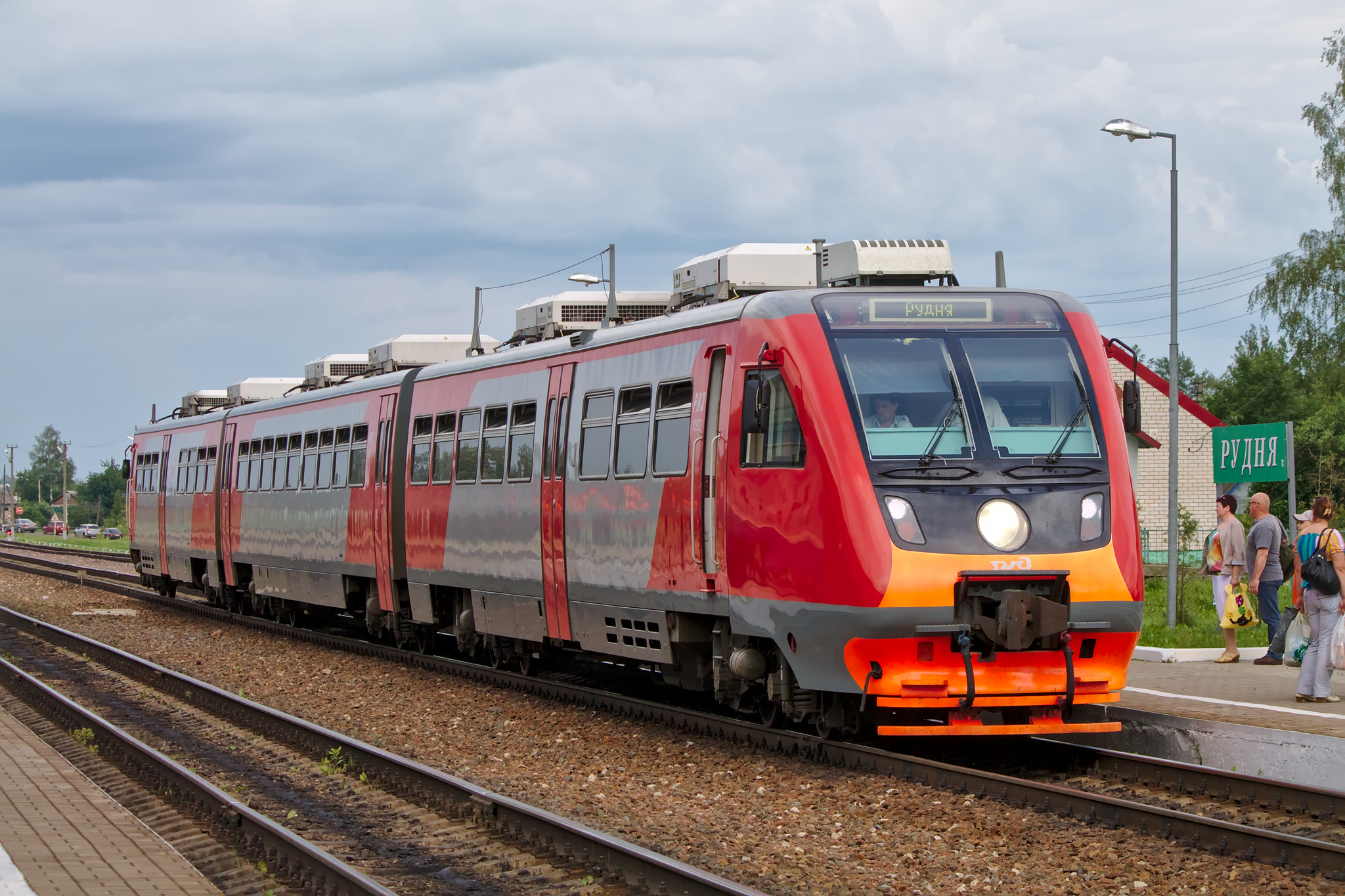
РА2-108 в окраске РЖД на станции Рудня
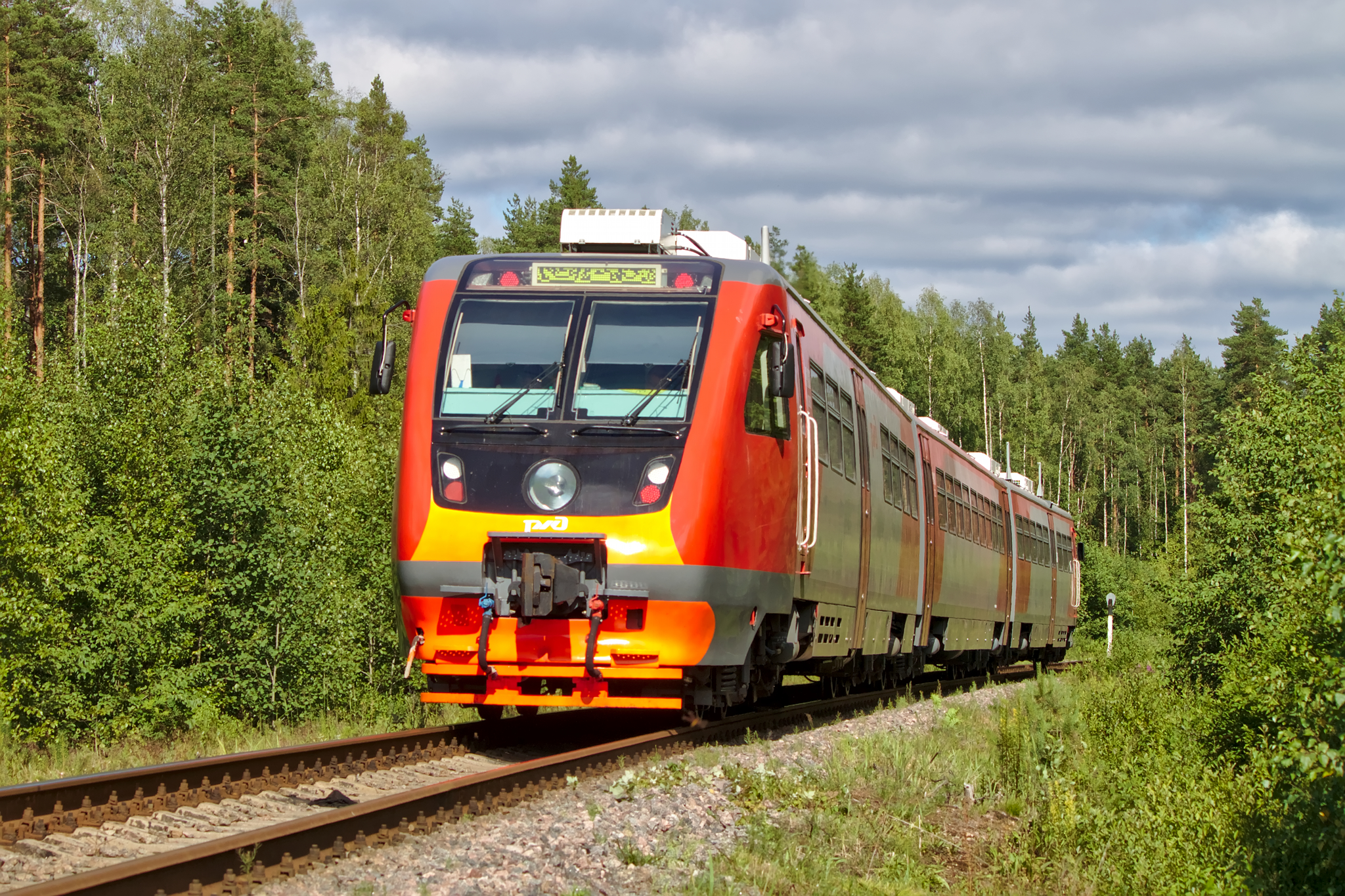
РА2-110 в окраске РЖД, Приветненское — Зеленогорск

- Видео
- РА2-016 прибывает к разъезду 239 км
- РА2-109 и ДТ1-008, станция Приветненское
- РА2-110 отправляется от платформы Молодёжное

Кабина машиниста
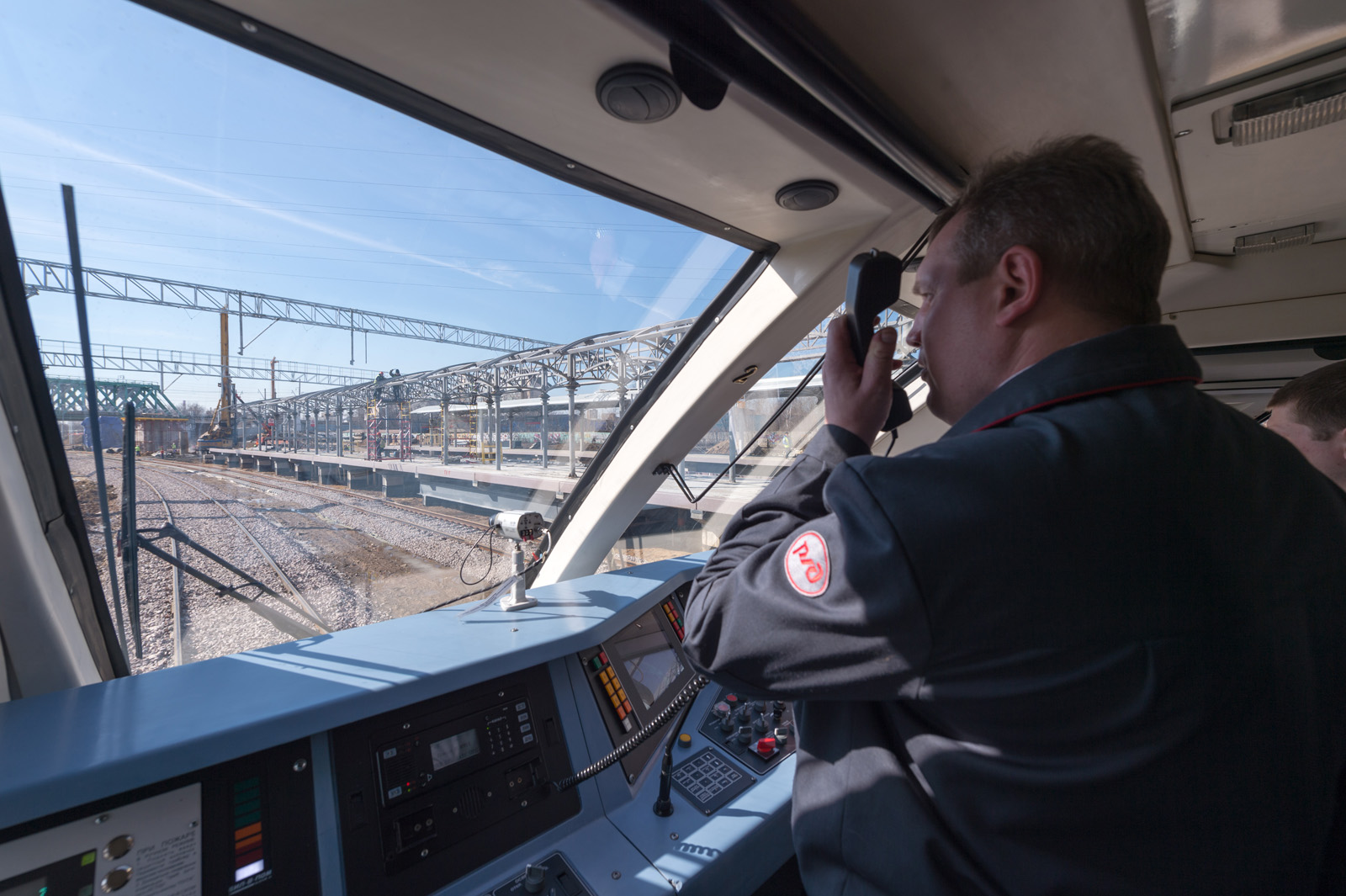
Общий вид
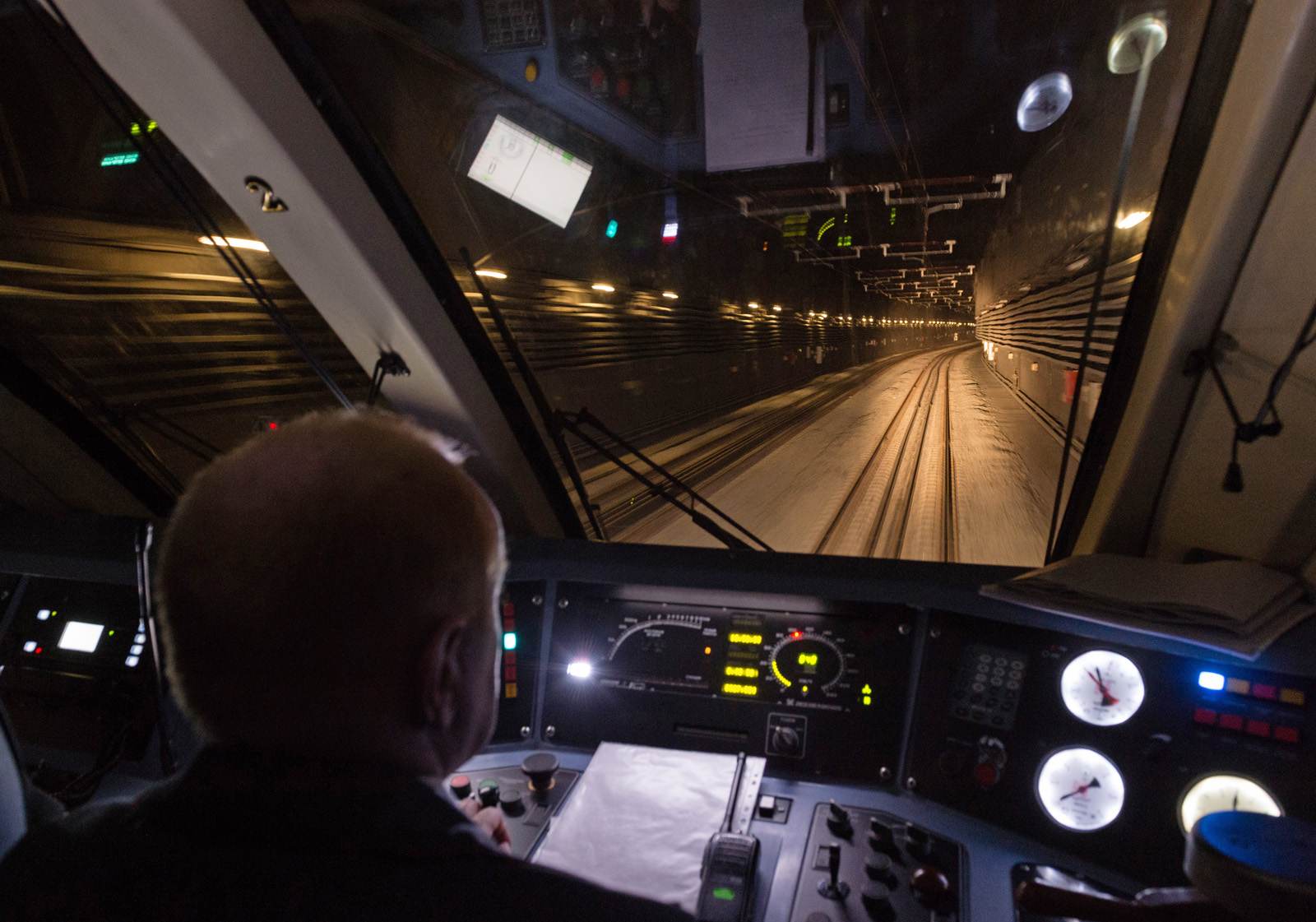
Пульт управления со включённой подсветкой

Салон
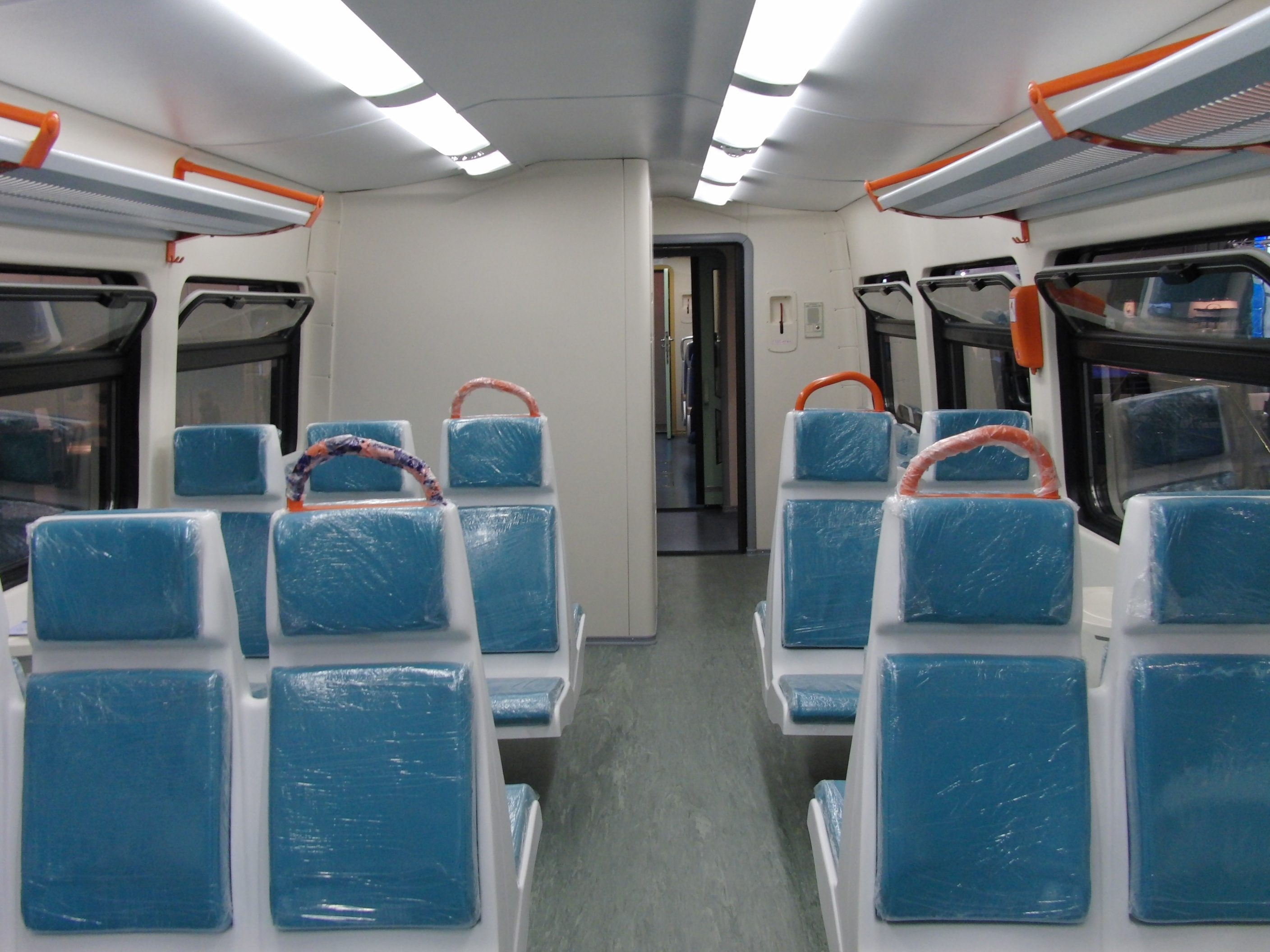
Пассажирский салон пригородного класса
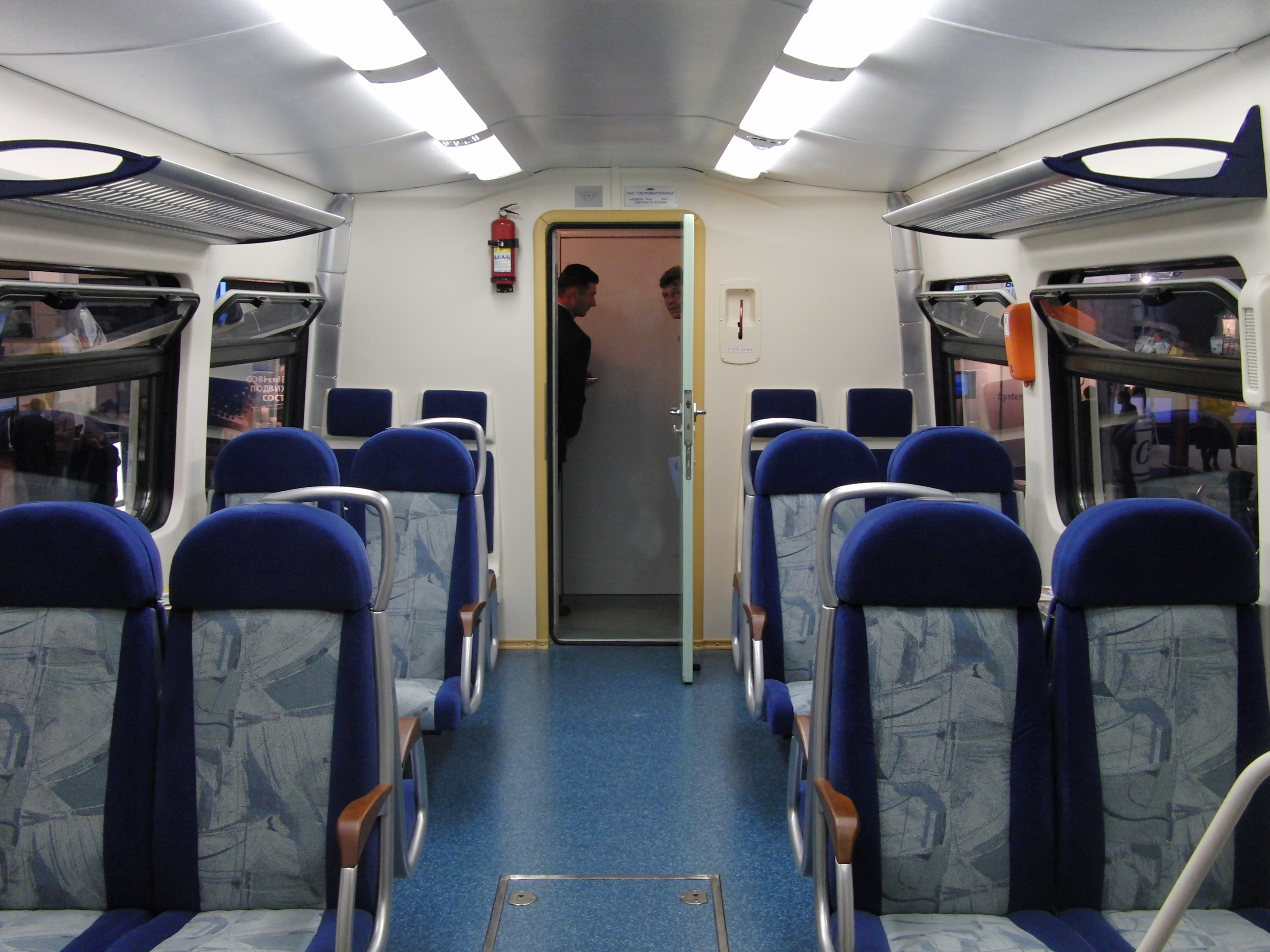
Пассажирский салон экспрессного класса
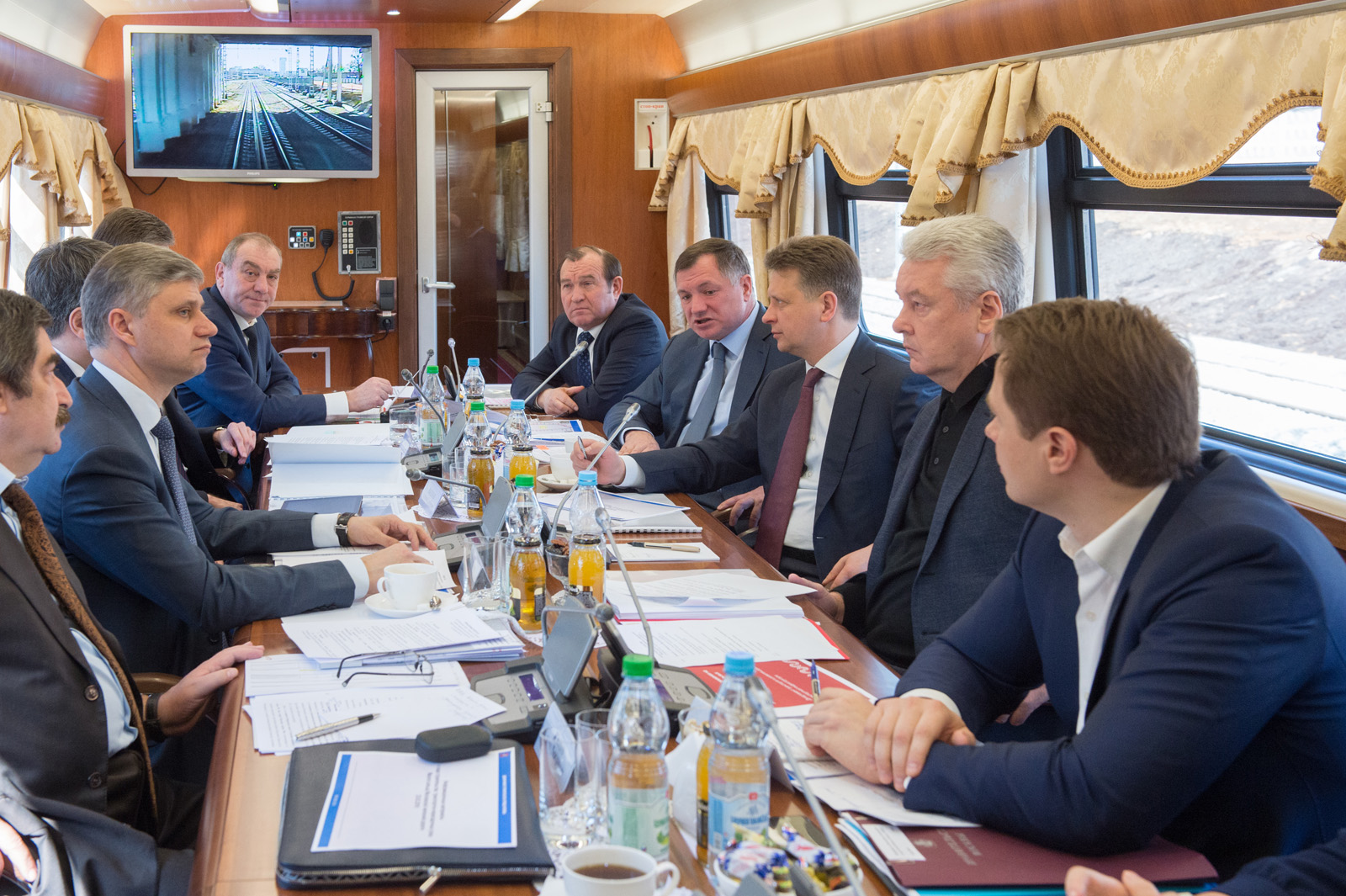
Салон для переговоров служебного поезда РА2

## Комментарии
1. ↑  LG — лит. Lietuvos Geležinkeliai, Литовские железные дороги